# Euonymus castaneifolius
Euonymus castaneifolius là một loài thực vật có hoa trong họ Dây gối. Loài này được Ridl. mô tả khoa học đầu tiên năm 1931.